# Сонджу
Сонджу́ (кор. 성주군?, 星州郡?, Seongju-gun) — уезд в провинции Кёнсан-Пукто, Южная Корея. Лежит к западу от города Тэгу. Экономика основана на сельском хозяйстве.

## История
Согласно археологическим изысканиям, человеческие поселения в Сонджу существовали уже в каменном веке. В начале 1 тысячелетия здесь было небольшое протогосударственное племенное объединение, которое впоследствии вошло в племенной союз Сонсан Кая, один из племенных союзов крупного протогосударства Кая. Позже эта территория вошла в состав древнекорейского государства Силла. В 757 году, после административной реформы, на месте современного Сонджу был образован уездд Синан статуса «хён» (Синанхён), который впоследствии был сменён уездом Пыкчин статуса «кун» (Пыкчингун). В 940 году уезд вошёл в состав района Кёнсан (Кёнсанбу), а в 980 году здесь был образован уезд Кванпхон (Кванпхонгун). В эпоху династии Корё было проведено ещё несколько административных реформ, которые изменяли границы и название этой территории. В 1308 году Сонджу получил своё современное название и статус «мок» (Сонджумок), однако уже через два года Сонджу опять вошёл в состав Кёнсанбу (в 1400 году, в эпоху Чосон, Сонджумок был восстановлен). В 1614 году территория перешла под управление уезда Корён (Корёнхён). В 1631 году Сонджу получил статус «ып», в 1640 — опять «мок». В 1895 году Сонджу окончательно получил статус «кун». С тех пор территория уезда несколько раз изменяла форму, последнее изменение произошло в 1989 году.

## География
Сонджу расположен в юго-западной части провинции Кёнсан-Пукто. На юге граничит с уездом Корён, на востоке и севере— с городом Кимчхон, на юго-западе — с провинцией Кёнсан-Намдо, на западе — с городом Тэгу и на северо-западе — с уездом Чхильгок. Северо-западная часть уезда — это в основном равнинные районы, образованные течением реки Нактонган и её притоков. Ландшафт остальной территории преимущественно гористый. Для земледелия используется 21 % территории уезда.
Климат уезда, как и всего региона — муссонный. Среднегодовая температура — 14,1 ℃, среднегодовое количество осадков колеблется в пределах 850—1300 мм, причём большая часть этого количества приходится на сезон дождей (июнь-сентябрь).

## Культура
Культура Сонджу тесно связана с раннесредневековыми культурами Кая и Силла. Здесь расположено множество древних храмов, святилищ, захоронений знати тех времён. В эпоху Чосон Сонджу был одним из центров конфуцианства на Корейском полуострове. Здесь в 1583 году была заложена конфуцианская академия Хоён Совон. В 1864 году академия была закрыта, однако в 1984 году открыта снова. Обучение в этой академии продолжается и сегодня.
В Сонджу проходит ряд фестивалей, в частности Культурный фестиваль Сонджу, который проводится ежегодно в октябре. Во время этого фестиваля по улицам города проходит парад, проводятся соревнования в традиционных корейских видах спорта, выступления фольклорных коллективов.

## Туризм и достопримечательности
Главные достопримечательности Сонджу это:
- Национальный парк на горе Каясан — популярное место отдыха туристов. Национальный парк был образован в 1972 году. Высочайшая точка — пик Чхильбульбон (1 433 м). [5]. Здесь расположены развалины двух древних буддийских монастырей — Симвонса и Попсуса.
- Каменная статуя Вайрочаны в Кымбонни — представляет собой образец искусства мастеров времён Объединённого Силла (IX век).[6]
- Гробницы в Сонсанни — один из древнейших памятников культуры Кая. Входят в список Исторических мест Кореи под номером 86.[7]

## Символы
Сонджу имеет следующие символы:
- Дерево: гингко
- Цветок: форзиция
- Птица: голубь
- Маскот: весёлая дыня Чхамдори

## Города-побратимы
Сонджу является городом-побратимом следующих городов:
- Кванакку, Сеул, Республика Корея (2005)